# Станислава Пешић
Станислава Пешић (Гроцка, код Београда, 7. јун 1941 — Београд, 20. новембар 1997) била је српска филмска, позоришна и телевизијска глумица.

## Биографија
Похађала је основну школу „Вук Караџић“ у Београду. Након студија глуме на Академији за позориште, филм, радио и телевизију у Београду ангажована је у Народном позоришту.
На филму дебитује 1961. и за улогу Саше у „Песми“ Радоша Новаковића награђена је на фестивалу у Пули. Након тога, игра главне и веће споредне улоге у филмовима „Медаљон са три срца“ (1962), „Право стање ствари“ (1964), „Штићеник“ (1966) и „Куда после кише“ (1967) Владана Слијепчевића, „Три сата за љубав“ (1968) Фадила Хаџића и „Бог је умро узалуд“ (1969) Радивоја Ђукића.
Велику медијску популарност донела јој је улога Олге у ТВ серији „Позориште у кући“. На Телевизији Београд је радила и као водитељка програма за децу.
Неколико месеци пред смрт објављена је њена књига Деветнаест друштвених игара.
Преминула је од рака 20. новембра 1997. године у Београду.
Политичарка Весна Пешић њена је рођена сестра. Имала је двојицу синова — Перу, са  редитељем Владаном Слијепчевићем, и Ивана, са композитором Војиславом Вокијем Костићем.

## Улоге
| Год.       | Назив                                              | Улога                                       |
| ---------- | -------------------------------------------------- | ------------------------------------------- |
| 1958.      | Снови на ветру                                     |                                             |
| 1960.      | Дилижанса снова                                    | Теодора                                     |
| 1961.      | Ен ден динус                                       |                                             |
| 1961.      | Песма                                              |                                             |
| 1962.      | Медаљон са три срца                                | Луција                                      |
| 1963.      | Капетан Смело срце                                 |                                             |
| 1964.      | Пет вечери                                         |                                             |
| 1964.      | Отровна биљка                                      |                                             |
| 1964.      | Право стање ствари                                 |                                             |
| 1964.      | Нешто о чему се може говорити                      |                                             |
| 1965.      | Хиљаду зашто?                                      |                                             |
| 1966.      | Штићеник                                           |                                             |
| 1967.      | Прича које нема                                    |                                             |
| 1967.      | Куда после кише                                    |                                             |
| 1967.      | На авионима од папира                              |                                             |
| 1967.      | Дежурна улица                                      |                                             |
| 1968.      | Можда спава                                        |                                             |
| 1968.      | Сачулатац                                          | Милица Јовановић                            |
| 1968.      | Тим који губи (ТВ)                                 |                                             |
| 1968.      | Три сата за љубав                                  |                                             |
| 1968.      | У раскораку                                        |                                             |
| 1969.      | Подвала                                            |                                             |
| 1969.      | Код зеленог папагаја                               |                                             |
| 1969.      | Бог је умро узалуд                                 | Јасна, Ненадова жена                        |
| 1969.      | Под новим крововима                                |                                             |
| 1971.      | Цео живот за годину дана                           | Маја де Мајо                                |
| 1972.      | Смех са сцене: Народно позориште (ТВ документарни) |                                             |
| 1972.      | Глумац је, глумац                                  |                                             |
| 1972.      | Поп Ћира и поп Спира                               |                                             |
| 1972.      | Мртво лишће                                        | Беби                                        |
| 1972.      | Ћу, ћеш, ће                                        |                                             |
| 1973.      | Наше приредбе (ТВ серија)                          |                                             |
| 1972-1973. | Позориште у кући                                   | Олга Петровић                               |
| 1973.      | Образ уз образ                                     | Сташа                                       |
| 1973-1974. | Позориште у кући 2                                 | Олга Петровић                               |
| 1975.      | Позориште у кући 3                                 | Олга Петровић                               |
| 1976.      | Звездана прашина (ТВ)                              | Јелена                                      |
| 1976.      | Грлом у јагоде                                     | Сташа (као гост, 7. епизода 'Нервоза срца') |
| 1976.      | Морава 76                                          |                                             |
| 1976.      | Част ми је позвати вас                             | Сташа                                       |
| 1976.      | Од пет до седам                                    |                                             |
| 1979.      | Доброчинитељи (ТВ серија)                          |                                             |
| 1981.      | Фреде, лаку ноћ                                    |                                             |
| 1980-1981. | Позориште у кући 4                                 | Олга Петровић                               |
| 1984.      | Позориште у кући 5                                 | Олга Петровић                               |
| 1989.      | Како је пропао рокенрол                            |                                             |
| 1991.      | Бољи живот 2                                       | Даница Илић                                 |
| 1991.      | Гњурац                                             | Комшиница                                   |
| 1992.      | Ми нисмо анђели                                    | Олга                                        |
| 1993.      | Полицајац са Петловог брда (ТВ серија)             | професорка Софија                           |